# グリトニル銀行
グリトニル銀行 (Glitnir Banki hf.) はアイスランドにあった銀行である。アイスランドとノルウェーを基盤として活動していたが、アメリカ合衆国の景気後退と共に経営状態が悪化。2008年9月29日アイスランド政府が株式の75%を取得し、国有化された。

## 概要
グリトニル銀行は1990年、政府主導の銀行合併により、Alþýðubanki (組合銀行)、 Verzlunarbanki (商業銀行)、 Iðnaðarbanki (産業銀行) という3つの小さな民営銀行と、 Útvegsbanki (水産銀行) という破綻した公営銀行が合わさって誕生した。当時の行名は「アイスランド銀行」（Íslandsbanki）であり、アイスランドの大手銀行としては唯一の民営銀行であった（他の大手銀行だったカウプシング銀行とランズバンキ銀行は国営であり、のちに金融自由化で民営化された）。1993年にはアイスランド証券取引所に上場し、2000年に  FBA Icelandic Investment Bank と合併し、一時アイスランド銀行＝FBA (Íslandsbanki-FBA) を名乗っていたが2002年にアイスランド銀行に戻した。
国外で積極的な経営を行い、特にノルウェーで金融機関を買収してグループを拡大させ、2006年にはブランド刷新により北欧神話のグリトニルに由来する行名に変更していたが、金融危機による国営化後、2009年2月20日に旧名のアイスランド銀行に名を戻している。
2009年10月15日には旧グリトニル銀行の債権者らが新しいアイスランド銀行の95%を所有することになったが、アイスランド政府が残る5%を持ち続けることになった。

## 破綻の原因
グリトニル銀行は小額の資金を担保に巨額の資金を借り入れ運用するいわゆるレバレッジの手法を使用して主にユーロ圏を中心に投資をしていた。経営規模が小さかった為、リスク管理はいい加減で、政府はそれを指摘しなかった。アメリカが景気後退に陥りドルが下落しているとき、ウォール街のアナリストたちは「ドルは危険通貨だ。ユーロを買うべき」と発言していた。当時のユーロは既にアメリカの景気後退を織り込んでおり明らかな割高水準であったが、ユーロ建ての金融商品の販売を促進して手数料を稼ぎたかった為、そう発言していたのだろう。しかし、グリトニル銀行はそれを真に受けユーロ建ての投資を減らすところか増加させた。アメリカの景気後退がヨーロッパに波及し始めるとユーロは売られ、グリトニル銀行の資産の評価損は膨らんでいった。しかしグリトニル銀行はリスク管理がいい加減だったので、いつか反発するだろうなどと悠長な考えを持っていた。そして瞬く間に損失は拡がり破綻した。
グリトニル銀行はアイスランド内でも小さい銀行だったが、マーケットは即座に反応した。高金利を謳い文句に買われていたアイスランド・クローナが急落したのである。アイスランド・クローナの急落はアイスランド経済を直撃し、カウプシング銀行とランズバンキ銀行の破綻の引き金になったとされる。
アイスランドは産業の無い国で、海で魚を取って売ることぐらいしかできなかった。常に物資は不足していたので、すぐインフレーションになった。印刷所もあまり無いので、インフレになったとき大量の紙幣を発行する能力が不足していて、アイスランドは電子決済がほぼ100%を占める国になった。インフレにすぐなるので、アイスランドの通貨はいつも高金利だった。グリトニル銀行などアイスランドの銀行は高金利であるクローナを商品にしてユーロ圏や英国で商売を始めた。クローナはポンド・ユーロの金利に比べ10%程度高く、毎年投資した金額の10%を利益とすることができる。しかし、実際にはアイスランドはインフレ率が高いので、クローナはポンド・ユーロに対して10%程度ずつ下落し、金利差で得た利益は帳消しになるはずである。ところが、ヨーロッパの人々が大量にクローナを購入したため、クローナは高騰した。クローナのバブルが起こったのである。バブルが起こったことで、クローナを買った投資家も、アイスランド人もみんな儲けることができた。
グリトニル銀行はこのバブルを破滅させた。クローナは本来あるべき価値にまで売られてしまい、アイスランドを支えてきたクローナ高は崩壊した。アイスランドはこれから再び金融国家としての道を歩むべきか、漁業や製造業など他の産業を強くしていくべきかの岐路に立たされている。アイスランド出身の歌手ビョークは技術立国すべきと発言している。